# Pematang Pasir (Teluk Nibung)
Pematang Pasir is een bestuurslaag in het regentschap Tanjung Balai van de provincie Noord-Sumatra, Indonesië. Pematang Pasir telt 7716 inwoners (volkstelling 2010).